# ریموند برین
ریموند برین (به انگلیسی: Raymond Braine) بازیکن فوتبال اهل بلژیک و عضو تیم ملی فوتبال بلژیک است که در تاریخ ۱۵ مارس ۱۹۲۵ میلادی اولین بازی ملی‌اش را مقابل تیم ملی فوتبال هلند انجام داد. او در ۵۲ بازی ملی حضور داشت و جمعاً ۴۵۹۰ دقیقه برای تیم ملی فوتبال بلژیک به میدان رفت. ریموند برین آخرین بازی ملی خود را در تاریخ ۲۷ مه ۱۹۳۹ میلادی در برابر تیم ملی فوتبال لهستان انجام داد. وی در بازی‌های ملی‌اش ۲۳ گل به ثمر رساند.